# 532 a.C.

## Eventos
- 62a olimpíada:
  - Eryxias de Cálcis, vencedor do estádio.[1]
  - Mílon de Crotona, vencedor do pále. Ele venceu seis vezes nos jogos olímpicos, seis nos jogos píticos, dez nos jogos ístmicos e nove nos jogos nemeus.[1]